# Prêmio do Aeroclube da França
O Prêmio do Aeroclube da França foi um prêmio de aviação criado em outubro de 1904 pelo Aeroclube da França, no valor de 1500 francos (300 dólares), destinado a quem voasse 100 metros num veículo tripulado mais pesado que o ar. O prêmio foi ganho em 12 de novembro de 1906 por Alberto Santos Dumont. Os regulamentos eram:
Artigo 1Está criado um prêmio de 1.500 francos para um recorde de distância em aeroplano tripulado, que poderá ser estabelecido num ponto qualquer da França.
Artigo 2O prêmio será outorgado ao primeiro aeroplano, munido ou não de um motor, que percorra, contra o vento, uma distância de 100 metros.
Artigo 3A desnivelação total entre o ponto de partida e o ponto de aterrissagem deverá ser de 17 metros sobre 100 metros, isto é, não deverá ultrapassar 100.
Artigo 4Além disso, serão outorgados dez prêmios de 100 francos com medalhas de prata do Aeroclube aos dez primeiros experimentadores que percorrerem 60 metros no mínimo com desnivelação de 15 metros, o que dá um declive de 25% ou de 140.
Artigo 5Qualquer que seja o modo de lançamento adotado, a altura de queda (de 17 ou 15 metros) será contada a partir do ponto inicial do lançamento e a distância horizontal a partir de um linha fixa traçada sobre o solo. O aparelho deverá sempre ser abandonado a si mesmo antes da passagem dessa linha.
Artigo 6A Comissão de Aviação se encarregará, nos locais designados, de assegurar o controle dos recordes.
Artigo 7Se se apresentarem ao concurso aparelhos cujo modo de lançamento seja incompatível com o presente regulamento a comissão de experiências de aviação terá plenos poderes para determinar as condições nas quais esses aparelhos serão admitidos no concurso.
Artigo 8O presente regulamento só é válido até 1º de janeiro de 1906, mas o mesmo será em todo o caso prorrogado tanto quanto o prêmio permanecer sem ganhador.